# Lennart Back
Torsten Lennart Back, född 28 maj 1933 i Ellenö, Färgelanda kommun, död 1 augusti 2022, var en svensk gångare. Han tävlade för Uddevalla CA. 
Vid Europamästerskapen i friidrott 1958 i Stockholm tog Back brons på 20 kilometer gång. Back tävlade för Sverige vid olympiska sommarspelen 1960 i Rom, där han slutade på 6:e plats i herrarnas 20 kilometer gång.
1961 tog Back silver på herrarnas 20 kilometer gång vid IAAF World Race Walking Cup. Han tävlade vid IAAF World Race Walking Cup ytterligare tre gånger: 1963 (13:e plats), 1965 (7:e plats) och 1970 (21:a plats).